# N (jeu vidéo)
Pour les articles homonymes, voir N.
Vous pouvez aider à l'améliorer ou bien discuter des problèmes sur sa page de discussion.
- Certaines informations devraient être mieux reliées aux sources mentionnées dans la bibliographie ou les liens externes. Améliorez sa vérifiabilité en les associant par des références. (Marqué depuis juillet 2015)
- Il est à actualiser. Certains passages sont obsolètes ou annoncent des événements désormais passés. (Marqué depuis octobre 2016)

N est un jeu vidéo en gratuiciel développé par Metanet Software sorti en 2004. Le titre est inspiré par de nombreux jeux comme Lode Runner dont il reprend la présentation et le principe général en ajoutant plus d'action et moins de réflexion. Il utilise des éléments des jeux modernes à savoir un moteur physique réaliste. Dans cet univers de science-fiction, le joueur incarne un ninja et doit traverser les pièges de N, un système de formation.

## Synopsis
Le personnage, ninja de profession, dispose d'un métabolisme extraordinairement rapide lui conférant une vitesse, une dextérité et une puissance surhumaine. Cette spécificité naturelle a toutefois son contrecoup, elle ne lui confère qu'une minute et demi de vie. Comme une majorité de ninjas, il a une soif de défis et de richesses. Tout naturellement l'exploration de salles infestées de robots tueurs tel qu'on les rencontre dans N, est une motivation supplémentaire. N, « the way of the ninja », la voie du ninja, est un système de formation spirituelle, mentale, et physique, il souligne la non-violence et l'humilité. Des enseignements de N, le ninja arrive à accéder au savoir de la réincarnation certainement indispensable pour accomplir la quête des 100 épisodes.

## Système de jeu

Boum… Dans son trajet entre la porte (à gauche) et l'interrupteur (en haut à droite), le personnage vient de toucher une mine.

Le gameplay est celui d'un jeu de plate-forme classique, c'est-à-dire une présentation en deux dimensions permettant de voir les personnages de profil, il n'y a pas de scrolling, un niveau est entièrement visible à l'écran. L'objectif de chaque niveau est le même : déverrouiller une porte de sortie en activant un interrupteur puis l'atteindre et ainsi accéder au niveau suivant ; certains niveaux possèdent plus d'une sortie et autant d'interrupteurs associés. L'obstacle principal réside dans la topologie du niveau qu'il faut appréhender, et la présence d'ennemis qui ne peuvent qu'être évités et dont les mouvements doivent être anticipés.
Pour l'aider, le personnage dispose d'un saut important, qui peut être exécuté au sol, ou contre un mur (comme cela est présent dans le jeu vidéo Zool) pour se propulser de proche en proche de plus en plus haut. Il peut aussi s'agripper à un mur pour ralentir sa chute. Des objets sont présents sur le niveau tel que des interrupteurs à utilisation unique, certains ouvrent d'autres ferment des sas ; des jumper, sorte de ressorts qui propulsent le personnage comme on les voit dans Sonic the Hedgehog ; et des blocs élastiques. Ces éléments, selon leurs utilisations dans le niveau, deviennent des obstacles ou des aides.
Le joueur peut résoudre chacun des 100 épisodes présents dans la version 1.4, certains en débloquant d'autres. Chaque épisode est constitué de cinq niveaux, numérotés de 0 à 4, et le joueur dispose d'un temps limité pour accomplir cette série. Le temps alloué peut être augmenté en récupérant des petites pastilles d'or sur le trajet, le temps restant en fin d'épisode représente le score qu'a obtenu le joueur, le score de chaque niveau est calculé de la même manière.

### Game over
Le personnage peut être tué de différentes manières : en touchant le sol avec une vitesse trop importante pour être supportable ; électrocuté par un zap drone ou un floor guard ; détruit par une mine ou une roquette lancé par une tourelle fixe ; tué par une tourelle armée de gaune, laser ou projectile classique ; écrasé par la fermeture d'une porte ou le déplacement d'un élément ; en se suicidant (bouton K) ; ou en dépassant le temps alloué. En montant trop vite, il peut mourir en se cognant contre le plafond.
À chaque mort, le joueur peut recommencer le niveau immédiatement, le temps alloué se réinitialise comme il l'était au début du niveau. Lorsque le temps restant au début d'un niveau est insuffisant pour qu'il soit possible de résoudre le niveau, le joueur doit relancer l'ensemble de l'épisode.

### Les ennemis

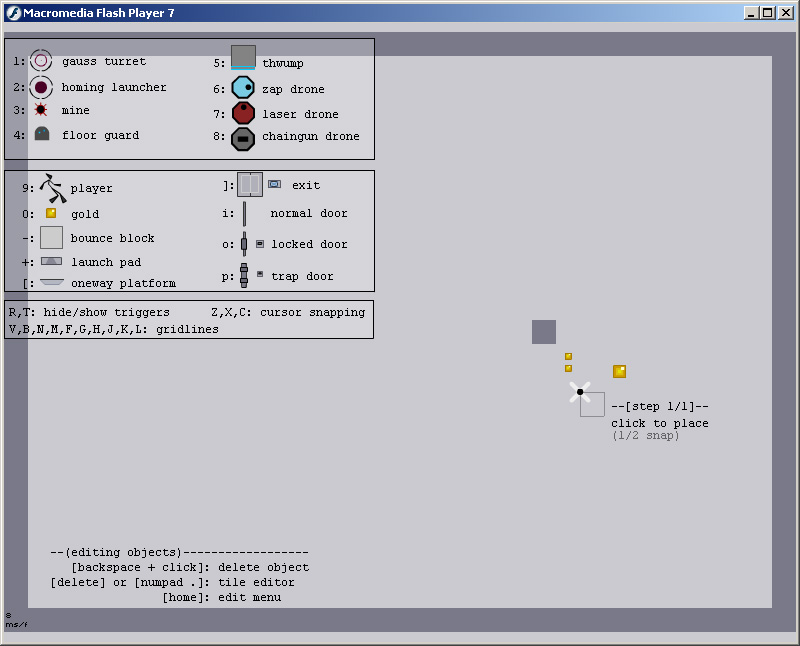
L'éditeur de niveau du jeu. En haut à gauche, tous les ennemis sont visibles.

Plusieurs sortes de dispositifs sont destinés à tuer le ninja :
- Des mines fixes qui explosent au contact d'un objet.
- Des tourelles fixes (homing launchers), qui tirent des roquettes à tête chercheuse.
- Des tourelles gauss (gause turrets), qui visent le ninja puis génèrent un tir instantané en ligne droite. Le réticule de visée est visible et lent.
- Les drones à laser (laser drones) se déplacent et tirent sur le ninja s’il se trouve dans leurs lignes de mire. Le flux d'énergie persiste plusieurs secondes.
- Les drones zap (zap drones) gérèrent une décharge électrique mortelle, lorsqu'ils détectent un ninja, ils accélèrent le mouvement.
- Les drones mitrailleur (chaingun drones) tirent des rafales de balles dans la direction du ninja, s’il se trouve dans leur ligne de mire.
- Les floor guards (gardiens au sol), restent au sol, et se dirigent en direction du ninja s’ils le détectent.
- Les thwumps, en référence à Super Mario Bros., sont de petit blocs suspendu qui tombent brutalement lorsque le personnage passe à proximité. Si le ninja est mal placé, il peut être écrasé ou électrifié, car un côté envoie des décharges. Des variantes se déclenchent sur le côté ou vers le haut.

### Highscore
Le tableau de highscore contient les meilleurs scores réalisés par le joueur dans les différents niveaux ainsi que le replay : la séquence complète de la partie qu'il est possible de visualiser. Il est possible de les transmettre sur le site officiel du jeu. Sont également présents les vingt meilleurs scores placés en ligne par les joueurs du monde entier. Cliquer sur n'importe quel des scores permet de visualiser la partie de ces joueurs.

## Développement
Versions du jeu
- 1.4 : 15 mai 2005
- 1.3c : 2 juillet 2004
- 1.2 : 25 avril 2004
- 1.05 : 28 mars 2004
- 1.03 : 17 mars 2004
- 1.01 : 5 mars 2004
- 1.00 : 1er mars 2004

Développé avec Macromedia Flash par Raigan Burns et Mare Sheppard, la première version du jeu a été publiée le 1er mars 2004. Michal Marcinkowski, créateur de Soldat, a fourni des sons supplémentaires ; certains niveaux de la version officielle (épisodes 80 à 89) ont été réalisés par des utilisateurs. Les versions suivantes ont surtout corrigé les erreurs et amélioré la jouabilité. Elles ont, par exemple, permis le paramétrage des touches, l'ajout de niveaux supplémentaires, ou l'amélioration de l'éditeur de niveau, ce qui n'a pas d'influence sur le gameplay du jeu.
Ainsi dans la version 1.4, une fonction a été ajoutée pour changer la couleur du personnage, mais le gameplay a aussi été légèrement amélioré. La couleur du personnage change en fonction de l'avancement du joueur, la couleur standard est le noir, et le changement se réalise après avoir accompli une colonne complète d'épisodes, soit dix épisodes. À chaque nouvelle colonne complète, indépendamment de l'ordre dans lesquelles on les réalise, une nouvelle couleur est appliquée au personnage. Le gameplay a été amélioré, pour une question de simplicité, lorsque le temps est écoulé, le niveau courant se relance comme pour une mort classique, alors qu'avant la version 1.4, l'ensemble de l'épisode était relancé, ce qui conduisait certain à suicider leur personnage juste avant la fin du temps pour éviter de recommencer l'épisode entièrement.

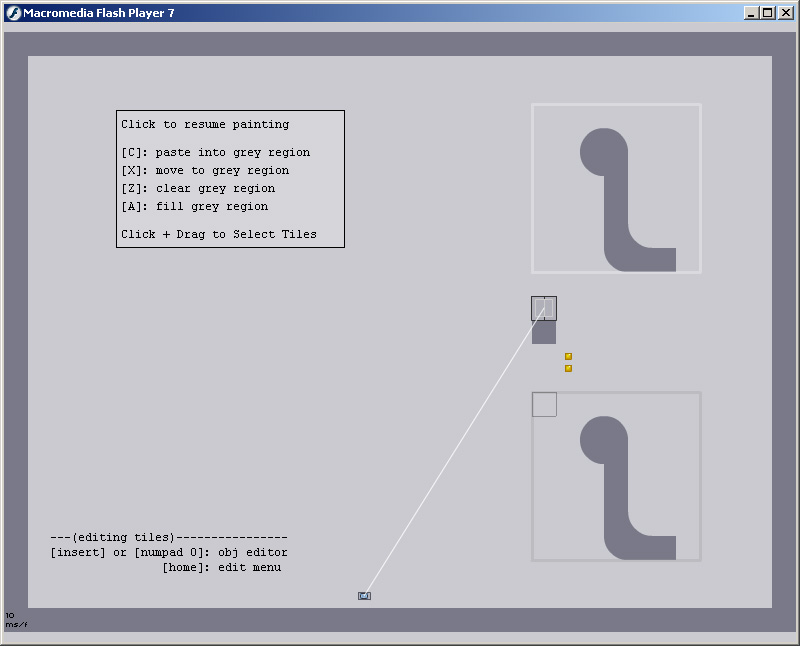
L'éditeur de niveau. Mise en évidence de la liaison entre l'interrupteur et la porte.

Parallèlement au développement du jeu, un éditeur de niveau, Ned, pour N editor, a été conçu et est disponible dans le jeu par le biais des touches tilde (~) antislash (\) ou encore la touche étoile (*), selon la disposition de clavier.

## Accueil
Le jeu vidéo s'est fait bien voir par quelque sites, Home of the Underdogs le place dans sa liste de meilleurs jeux, CNet lui attribue une note 5 sur 5 et Gamehippo une note de 10 sur 10.[réf. nécessaire]
Le jeu a gagné le Prix du public lors de l'Independent Games Festival 2005.
Une communauté de joueur s'est formée autour du jeu, notamment autour de la réalisation des meilleurs scores et de la création de niveaux. D'après un sondage fait sur le forum Metanet, il y a environ 2 500 enregistrés, les membres actifs ont entre 10 et 20 ans, et sont originaires d'Amérique du Nord, d'Europe et d'Australie. Des créations de niveau, il existe un classement classique par difficulté ou par intérêt (action, réflexion…) ; d'autres créent des niveaux uniquement artistiques, qui ne sont pas jouable ; d'autres encore créent des niveaux à regarder, connu sous l'acronyme DDA (don't do anything, ne fais rien). Les DDA utilisent les principes du jeu en particulier les forces comme la gravité ou les drones et autre mobile pour créer des réactions en chaînes distrayantes. En plus des 500 niveaux officiels, le site NUMA (the N User Map Archive, archive des niveaux d'utilisateurs) en propose 30 000. Cette archive a été intégrée au jeu, il est ainsi possible de soumettre une carte créée ou de jouer sur un niveau qui vient d'y être placé par le biais de l'interface graphique du jeu.[réf. nécessaire]
Certains concepteurs de carte permettent l'édition des niveaux « à la main », avec un éditeur de texte. Il est alors possible de faire des choses qui sortent de l'ordinaire, comme créer un drone en partie invisible, de le forcer à tenir une position fixe, ou de créer des téléporteurs.

### Sources à lier
- 100 Computer Games to Play Before You Die
- 250 Indie Games You Must Play
- The Pleasures of Computer Gaming: Essays on Cultural History, Theory and ...